# Golf de Campeche
El golf de Campeche és un ampli golf interior que forma part del Golf de Mèxic, situat dintre del mar territorial mexicà.
El golf de Campeche es troba vorejant el litoral sud ponent de la península de Yucatán i inclou, des del seu extrem occidental, una part del litoral de l'estat de Veracruz, tot el litoral dels estats de Tabasco i de Campeche, i, en el seu extrem oriental, una petita part del litoral de l'estat de Yucatán. Hi ha certa confusió, per una traducció indeguda del terme en anglès, com la badia de Campeche, quan aquesta última és només una cala menor, en comparació amb la conca denominada golf de Campeche.